# Joc ocazional
Un joc ocazional este un joc video care se adresează unui public larg, spre deosebire de un joc hardcore, care se adresează jucătorilor pasionați. Jocurile ocazionale pot prezenta orice tip de joc și gen. Ele implică, în general, reguli mai simple, sesiuni mai scurte și necesită mai puține abilități de învățat. Ele nu au nevoie de o familiarizare cu un set standard de mecanici, controale și tropi.
Nenumărate jocuri casual au fost dezvoltate și publicate, alături de jocurile hardcore, de-a lungul istoriei jocurilor video. Un efort coordonat de valorificare a jocurilor ocazionale a crescut în anii 1990 și 2000, pe măsură mulți dezvoltatori și editori s-au etichetat drept companii de jocuri casual, publicând jocuri în special pentru computere, browsere web și smartphone-uri.

## Descriere
Majoritatea jocurilor casual au:
- Un joc distractiv, simplu, ușor de înțeles
- Interfață de utilizator simplă, operată cu o interfață de atingere și glisare a telefonului mobil sau o interfață de mouse cu un singur buton
- Sesiuni scurte, astfel încât un joc să poată fi jucat în pauzele de lucru,[2] în transportul public sau în timp ce se așteaptă la coadă oriunde
- Adesea, elemente vizuale familiare, cum ar fi cărți de joc sau o grilă de obiecte Match 3 [2]

Jocurile ocazionale costă, în general, mai puțin decât jocurile hardcore, ca parte a strategiei lor de a dobândi cât mai mulți jucători.  Poate fi folosită orice metodă de monetizare a jocului, de la distribuție plătită la free-to-play la susținerea prin reclame.
Termenul „ joc hiper-ocazional ” sau „joc instantaneu” a apărut în 2017 pentru a descrie jocuri extrem de ușor de învățat care nu necesită descărcare, fiind jucate într-o aplicație existentă, cum ar fi un browser web sau o aplicație de mesagerie și care, de obicei, monetizează prin afișarea de reclame jucătorului.

## Istorie
Jurnalistul Chris Kohler a scris în 2010 că jocul arcade al lui Namco, Pac-Man (1980), care a debutat în epoca de aur a jocurilor video arcade, ar putea fi primul joc video ocazional, datorită „distribuției sale drăguțe de personaje și a design-ului inteligent care a atras un public mai larg decât jocul de împușcat Space Invaders ”. Se estimează că a fost jucat de peste zece miliarde de ori în timpul secolului al XX-lea, făcându-l jocul video cu cele mai mari încasări din toate timpurile.
În 1989, Nintendo a lansat Game Boy cu jocul Tetris ca un joc gratuit inclus în pachet. A fost învățat rapid și a devenit extrem de popular, fiind creditat cu succesul sistemului portabil de jocuri Nintendo.
Solitaire de la Microsoft (1990), care a venit gratuit cu Microsoft Windows, este considerat pe scară largă primul „joc casual” de succes pe un computer, cu peste 400 de milioane de oameni care au jucat jocul până în 2007. Versiunile ulterioare de Windows au inclus jocuri casual Minesweeper, FreeCell și Spider Solitaire. Compania a publicat patru pachete de divertisment Microsoft pentru jocuri ocazionale pe computere de birou din 1990 până în 1992.
Jocurile ocazionale au început să înflorească online în anii 1990 odată cu ascensiunea World Wide Web, cu jocuri de cărți și jocuri de societate disponibile de la servicii plătite precum AOL și Prodigy și apoi de pe portaluri web, cum ar fi Yahoo! Jocuri și zona de jocuri Microsoft. La mijlocul anilor 2000, au apărut mai multe site-uri specializate în găzduire și publicare de jocuri, cum ar fi Gamesville și RealNetworks. Unii editori și dezvoltatori s-au automarcat în mod special drept companii de jocuri casual, cum ar fi Big Fish Games, PopCap Games și MumboJumbo. Apariția Shockwave și Flash a creat un boom în jocurile bazate pe web, încurajând designerii să creeze jocuri simple care ar putea fi găzduite pe multe site-uri diferite și care ar putea fi jucate până la capăt într-o singură ședință scurtă. Unul dintre cele mai proeminente jocuri casual, Bejeweled, a început ca un joc Flash care putea fi descărcat contra cost sau achiziționat din magazine. Până în 2009, mai exista o piață pentru jocuri casual de 20 de dolari achiziționate la magazin sau digital.
În 2008 și 2009, jocurile ocazionale din rețelele sociale au atins rapid popularitatea generală după lansarea Mafia Wars pentru Facebook și Happy Farm în China. Happy Farm a inspirat multe clone, inclusiv cel mai popular joc de rețea socială, FarmVille (2009), care a atins un vârf de 83,76 milioane de utilizatori activi lunar în martie 2010. Aceste jocuri au inovat în marketingul viral, recompensând jucătorii pentru trimiterea de invitații prietenilor și postarea de actualizări ale jocului pe pagina lor de Facebook.
Jocurile ocazionale au devenit populare pe smartphone-uri imediat după debut, cu telefoane cu ecran tactil, cum ar fi iPhone- ul din 2007, având ecrane color mari, disponibilitate pe tot parcursul zilei pentru proprietarul telefonului și interfețe intuitive de touch-and-dragging.
Audiența principală al consolelor de jocuri video este reprezentată de jucătorii hardcore, dar există câteva jocuri ocazionale pe fiecare consolă de jocuri, iar controlerul unic cu senzor de mișcare al consolei Nintendo Wii a atras un public mai obișnuit, care a fost poate intimidat de dispozitivele de intrare gamepad ale altor console. Wii Sports (2006), o colecție de cinci jocuri sportive simple în care jucătorii foloseau controlerul de joc pentru a legăna o rachetă de tenis sau o bâtă de baseball, a fost inclusă împreună cu consola Wii în majoritatea teritoriilor și s-a vândut în peste 82 de milioane de exemplare în 2019.

## Genuri
Jocurile ocazionale pot fi găsite în multe genuri de jocuri. Categorizările anilor 2000 de Big Fish Games și Gamezebo, un site de recenzii a jocurilor ocazionale a numit șapte genuri populare în jocurile ocazionale:
- Jocuri puzzle : Seria Bejeweled, Seria Collapse!, seria Luxor, seria Brain Age
- Jocuri cu obiecte ascunse : seria Mystery Case Files, seria Mortimer Beckett⁠(d), seria Hidden Expedition
- Jocuri de aventură : seria Dream Chronicles, seria Aveyond, seria Nancy Drew
- Jocuri arcade și de acțiune : Plants vs. Zombies⁠(d), seria Peggle⁠(d), seria Feeding Frenzy
- Jocuri de cuvinte și trivia : Bookworm, seria Bookworm Adventures⁠(d), Bonnie's Bookstore
- Jocuri de cărți și de masă: Slingo Quest⁠(d), Lottso!, Luxor Mahjong⁠(d)
- Jocuri de simulare (inclusiv jocuri de simulare a vieții și jocuri sportive ): seria Wii, Nintendogs, seria Cooking Mama
- Jocuri de petrecere : seria Mario Party⁠(d), seria Super Monkey Ball, Wii Play⁠(d)

## Asociația de jocuri casual
Un grup industrial numit Asociația Jocurilor Casual a fost fondat în 2005 pentru a promova jocurile ocazionale și pentru a oferi resurse educaționale, de networking și de cercetare de piață dezvoltatorilor și editorilor de jocuri ocazionale. A publicat o revistă tipărită și a găzduit conferințe anuale numite „Casual Connect” în Seattle, Kiev, Amsterdam și Londra, cu ceea ce spunea că sunt „peste 7.000 de participanți profesioniști în fiecare an”. În 2018, spectacolul a fost vândut companiei media Greenlit Content, care apoi a redenumit spectacolul „GameDaily Connect”.